# Sleepy Hollow
För andra betydelser, se Sleepy Hollow (olika betydelser).
Sleepy Hollow är en amerikansk gotisk övernaturlig skräckfilm från 1999 i regi av Tim Burton. Filmens manus, skrivet av Kevin Yagher och Andrew Kevin Walker, är löst baserat på Washington Irvings novell The Legend of Sleepy Hollow från 1820. I huvudrollerna ses Johnny Depp och Christina Ricci; bland övriga roller märks Miranda Richardson, Michael Gambon, Casper Van Dien och Jeffrey Jones.

## Handling
I en stad under sent 1700-tal blir invånarna mördade en efter en. Alla får sina huvuden avhuggna av en okänd mördare. Invånarna tror att ett spöke, en huvudlös ryttare, bär skulden, men konstapeln Ichabod Crane (Johnny Depp) har skickats till platsen från New York och tänker lösa gåtan vetenskapligt och möta den huvudlöse ryttaren öga mot öga.

## Rollista i urval
- Johnny Depp – Ichabod Crane, konstapel
- Christina Ricci – Katrina Van Tassel
- Miranda Richardson – Lady Mary Van Tassel
- Marc Pickering – unge Masbath
- Michael Gambon – Baltus Van Tassel
- Jeffrey Jones – pastor Steenwyck
- Casper Van Dien – Brom Van Brunt
- Ian McDiarmid – Dr. Thomas Lancaster
- Michael Gough – notarie James Hardenbrook
- Christopher Walken – den huvudlöse ryttaren
- Claire Skinner – Beth Killian, barnmorska
- Steven Waddington – Mr. Killian
- Richard Griffiths – rådman Samuel Philipse
- Christopher Lee – borgmästare
- Alun Armstrong – konstapel
- Martin Landau – Peter Van Garrett
- Lisa Marie – Lady Crane, Ichabods mor
- Peter Guinness – Lord Crane, Ichabods far